# Штазі
Штазі — нім. Stasi — абревіатура від нім. Staatssicherheit (укр. Держбезпека), повністю: нім. Ministerium für Staatssicherheit (MfS) — Міністерство державної безпеки,  — спецслужба, державне відомство державної безпеки і каральний орган у Німецькій Демократичній Республіці, що функціонувала у період 1950-89 рр. Організація споріднена КДБ СРСР, тісно співпрацювала з останньою.

## Заснування, структура, чисельність
Службу створено у квітні 1950 року.
Протягом майже всієї історії Штазі її головою був генерал армії Еріх Мільке (1907—2000, голова Штазі у 1953—1989 рр.). У ФРН Мільке звинувачувався у вбивстві двох поліцейських у 1931 р. Після цього злочину Мільке втік до Москви, де отримав притулок і подальшу політичну і військову підготовку у «Школі ім. Леніна».
У часи «холодної війни» Штазі вважалась однією з найвпливовіших і найпотужніших спецслужб у світі, поряд з КДБ і ЦРУ. У самій НДР Штазі контролювала кожний аспект життя і чи не всіх громадян.
Особливо цьому сприяла розгалужена мережа так званих «неофіційних співробітників» (нім. Inoffizielle Mitarbeiter, скор. IM), яка до середини 1980-х рр. посилено розвивалась як у країні, так і за її межами, зокрема, на «заході».
З об'єднанням Німеччини (1989) були зроблені відповідні оцінки й підрахунки, за якими штат Штазі нараховував 91 000 співробіників і 300 000 агентів. Це означає, що майже кожний п'ятдесятий громадянин Східної Німеччини (НДР) співпрацював зі Штазі. Такий показник насичення суспільства агентурою є рекордним у світовій історії.
Згідно з архівними документами НДР, із квітня 1950 по 15 січня 1991 р. в органах МДБ, включаючи прикордонну охорону, а також охоронний полк імені Ф. Е. Дзержинського, проходили службу 274 тисячі співробітників, причому 102 тисячі з них перебували у штаті на кінець 1989.
Професор Зауерланд стверджує, що в Східній Німеччині на кожні двісті громадян припадав один штатний чекіст і на кожні сто — позаштатний співробітник.

## Розвідка Штазі
Закордонна агентурна мережа Головного управління «А» — зовнішньої розвідки МДБ НДР, майже тридцять років очолювана генералом Маркусом Вольфом, налічувала понад 38 тисяч агентів, в основному — громадян Західної Німеччини. У самому ж цьому управлінні працювали 4 286 працівників.
Штазі ретельно відстежувала поведінку як резидентів, так і нерезидентів у НДР з метою попередження будь-яких дій і вчинків супроти існуючого в Східній Німеччині ладу.
Після об'єднання Німеччини у 1989 році персональні досьє на громадян ФРН та НДР з архіву «Штазі» стали досяжні усім зацікавленим мешканцям Німеччини. Держорган, що контролює ці акти та видає їх на руки зветься по імені його засновника і першого голови пастора Йоахіма Гаука (Joachim Gauck) — «Відомство Гаука» (нім. Gauckbehörde)

## Політичні скандали на Заході пов'язані зі Штазі
- Одна з коханок президента США Джона Ф. Кеннеді незадовго до його загибелі, молода брюнетка-фотомодель і «playgirl» Елен Ромеч (громадянка ФРН Ellen Rometsch), виявилася агенткою Штазі і була вислана із США.
- Під час студентських демонстрацій у Західному Берліні в 1967 році проти візиту іранського шаха Мохаммеда Реза Пехлеві, поліцейський Карл-Хайн Куррас пострілом з близької відстані в потилицю вбив студента Бено Онезорга, що був просто глядачем. Це вбивство спровокувало серйозні політичні заворушення у всій країні, котрі згодом вилилися у партизанську терористичну війну проти держвлади з боку RAF. Після розпаду НДР виявилося, що К. Х. Куррас був агентом Штазі і таємним членом СЄПН. Куррасу вдалося уникнути покарання за неспровоковане вбивство, котре було німецькою Фемідою розцінено як «нещасний випадок». Після возз'єднання Німеччини «замовлення» вбивства довести не вдалося, оскільки Штазі знищило в своїх архівах усі оперативні документи, що стосувалися агента Курраса.
- Широковідомим став випадок проникнення агента «Штазі» Ґюнтера Ґійома (Günter Guillaume) у ближнє оточення бундесканцлера Віллі Брандта — Ґійом став секретарем В. Брандта. Після його розкриття як шпигуна Штазі Віллі Брандт принципово пішов у відставку («Guillaume-Affäre» — травень 1974).
- Штазі стежило за канцлером Гельмутом Колем та перехоплювало його телефонні розмови, що випливло на світ після розкриття афери з таємними грошовими переказами верхівки партії ХДС з за кордон у Швейцарію в 90-х роках 20-го ст. та зворотними переказами для таємного фінансування виборчої кампанії партії («CDU-Spendenaffäre»).